# 因斯 (伯恩州)

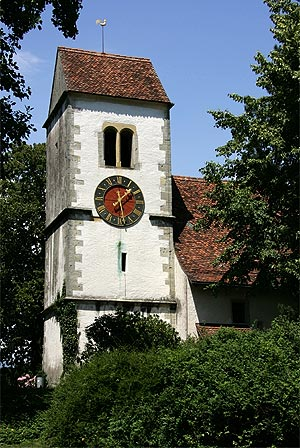

因斯（德語：Ins）是瑞士的城鎮，位於該國中西部，由伯恩州負責管轄，面積23.86平方公里，海拔高度437米，2011年人口3,274，七成人口信奉基督教，人口密度每平方公里137人。

## 外部連結
- Official website （德文）